# Hans-Erdmann von Lindeiner-Wildau
Hans-Erdmann von Lindeiner, dit von Wildau (né le 17 septembre 1883 à Gleiwitz et mort le 24 décembre 1947 à Berlin-Zehlendorf) est un politicien allemand du DNVP.

## Biographie
Von Lindeiner, dit von Wildau est juge administratif de 1915 à 1918 à Bad Muskau.
Il siége comme député du parti national du peuple allemand au parlement prussien de 1921 à 1924 et au Reichstag entre 1924 et 1930.
Il quitte le parti en 1929 pour protester contre le cours réactionnaire du nouveau responsable du DNVP, Alfred Hugenberg. Il conserve cependant son mandat de député et crée le groupe de la Christlich-Nationalen Arbeitsgemeinschaft, composé de députés déçus par le DNVP. 
Il siège à nouveau au Reichstag entre 1930 et 1932, cette fois comme élu du Konservative Volkspartei. Il tente alors de soutenir, avec Gottfried Treviranus et Kuno von Westarple, le chancelier Heinrich Brüning.